# Relations entre la Géorgie et la Roumanie
Les relations entre la Géorgie et la Roumanie constituent les relations étrangères bilatérales entre la Géorgie et la Roumanie.
Actuellement, la Géorgie est représentée par une ambassade à Bucarest et un consulat à Constanța. De son côté, la Roumanie possède une ambassade à Tbilissi. Les deux pays établissent officiellement leurs relations diplomatiques le 25 juin 1992,.
La Géorgie et la Roumanie, ainsi que l'Azerbaïdjan, font partie du projet d'interconnexion Azerbaïdjan-Géorgie-Roumanie (AGRI). Ce projet vise à transporter du gaz naturel azerbaïdjanais vers la côte géorgienne de la mer Noire, où il sera liquéfié et acheminé vers le port roumain de Constanța qui donne également sur la mer Noire. De là, le gaz sera acheminé vers différentes parties de l'Europe,. Ce projet devrait se terminer d'ici 2024-2026. Il est lancé à la suite de la signature d'un mémorandum le 13 avril 2010 par les représentants des trois pays.
En 2021, l'ambassadeur roumain en Géorgie, Răzvan Rotundu, annonce que la Roumanie ferait don de 10 000 unités de vaccin Oxford-AstraZeneca COVID-19 à la Géorgie pour aider le pays à faire face à la pandémie de COVID-19.
Anthim l'Ibère est une figure historique importante en Géorgie et en Roumanie et représente un symbole des relations entre ces pays. C'est un théologien géorgien né au XVIIe siècle dans le royaume de Karthli, alors connu sous le nom d'Iberia en Europe. Il arrive dans la principauté roumaine de Valachie en 1689, où il dirige l'imprimerie du prince du pays et devient abbé de divers monastères. Il imprime et écrit de nombreux livres et devient finalement le métropolite de Valachie, ses actions atteignant également d'autres régions, y compris sa Géorgie natale. Anthim est décède en 1716. Il est canonisé par le Saint Synode de l'Église orthodoxe roumaine en 1992 (avec le 27 septembre comme jour saint) et est commémoré par la même institution en 2016 lorsqu'elle déclare cette année comme année d'hommage à Anthim. Depuis 2002, les équipes de rugby à XV de Roumanie et de Géorgie jouent chaque année la "Coupe Antim", du nom d'Anthim l'Ibère. En 2021, la Géorgie remporte la coupe pour la quatorzième fois tandis que la Roumanie l'a déjà décrochée 6 fois.